# Powiat Schleswig-Flensburg
Powiat Schleswig-Flensburg (niem. Kreis Schleswig-Flensburg, duń Slesvig-Flensborg amt) – powiat w niemieckim kraju związkowym Szlezwik-Holsztyn. Siedzibą powiatu jest miasto Szlezwik.

## Podział administracyjny
W skład powiatu Schleswig-Flensburg wchodzą:
- cztery gminy miejskie
- dwie gminy (niem. amtsfreie Gemeinde)

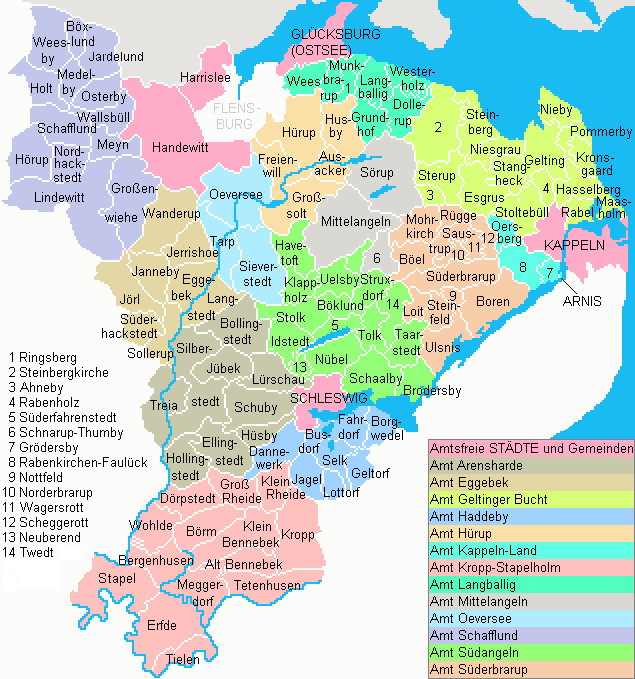
Powiat Schleswig-Flensburg z zaznaczonym podziałem na gminy

- 13 urzędów (niem. Amt)

Gminy miejskie:
| Lp. | Nazwa gminy         | Ludność (31 grudnia 2008) | Powierzchnia km² |
| --- | ------------------- | ------------------------- | ---------------- |
| 1   | Arnis               | 297                       | 0,45             |
| 2   | Glücksburg (Ostsee) | 5.961                     | 39,70            |
| 3   | Kappeln             | 9.768                     | 43,32            |
| 4   | Szlezwik            | 24.029                    | 24,30            |

Gminy:
| Lp. | Nazwa gminy | Ludność (31 grudnia 2008) | Powierzchnia km² |
| --- | ----------- | ------------------------- | ---------------- |
| 1   | Handewitt   | 10.700                    | 77,73            |
| 2   | Harrislee   | 11.315                    | 18,92            |

Urzędy:
| Lp. | Nazwa urzędu     | Ludność (31 grudnia 2008) | Powierzchnia km² | Liczba gmin |
| --- | ---------------- | ------------------------- | ---------------- | ----------- |
| 1   | Arensharde       | 14.086                    | 191,38           | 9           |
| 2   | Eggebek          | 8.928                     | 131,79           | 8           |
| 3   | Geltinger Bucht  | 12.761                    | 201,08           | 16          |
| 4   | Haddeby          | 8.680                     | 79,78            | 8           |
| 5   | Hürup            | 8.472                     | 97,27            | 5           |
| 6   | Kappeln-Land     | 1.557                     | 28,47            | 4           |
| 7   | Kropp-Stapelholm | 17.088                    | 295,30           | 14          |
| 8   | Langballig       | 8.101                     | 94,06            | 7           |
| 9   | Mittelangeln     | 9.787                     | 100,01           | 3           |
| 10  | Oeversee         | 10.668                    | 83,62            | 3           |
| 11  | Schafflund       | 12.211                    | 236,80           | 13          |
| 12  | Südangeln        | 13.405                    | 189,48           | 15          |
| 13  | Süderbrarup      | 11.132                    | 145,77           | 13          |